# Apodemus ilex
Apodemus ilex — вид гризунів з триби житників (Apodemini).

## Таксономія
Вид відокремлено від A. draco.

## Середовище проживання
Ареал: Китай, М'янма, Індія.